# Irvine (Alberta)
Pour les articles homonymes, voir Irvine.
Irvine est un hameau situé dans la province d'Alberta, dans le sud-est.